# Manisaspor Kulübü
Il Manisaspor Kulübü, noto dal 2001 al 2007 come Vestel Manisaspor per ragioni di sponsorizzazione, è una società calcistica con sede a Magnesia, in Turchia. Gioca nella Amatör Futbol Ligleri, la sesta serie del campionato turco di calcio.

## Palmarès

### Competizioni nazionali
- TFF 2. Lig: 2

2001-2002, 2015-2016 (gruppo rosso)
- TFF 3. Lig: 3

1984-1985, 1990-1991, 1993-1994

### Altri piazzamenti
- Coppa di Turchia:

Semifinalista: 2009-2010
- TFF 1. Lig:

Secondo posto: 2004-2005

## Organico

### Rosa 2017-2018
| N. |                        | Ruolo | Calciatore            |
| -- | ---------------------- | ----- | --------------------- |
| 1  | Turchia (bandiera)     | P     | Göktuğ Bakırbaş       |
| 4  | Turchia (bandiera)     | D     | Mehmet Enes Sığırcı   |
| 5  | Turchia (bandiera)     | D     | Hüseyin Tok           |
| 7  | Azerbaigian (bandiera) | C     | Uğur Pamuk            |
| 8  | Turchia (bandiera)     | C     | Metin Yüksel          |
| 9  | Francia (bandiera)     | C     | Bilal Sebaihi         |
| 10 | Turchia (bandiera)     | C     | İsmail Haktan Odabaşı |
| 11 | Gabon (bandiera)       | A     | Axel Méyé             |
| 13 | Serbia (bandiera)      | D     | Nikola Mikić          |
| 15 | Turchia (bandiera)     | P     | Emrullah Şalk         |
| 17 | Turchia (bandiera)     | C     | Akın Açık             |
| 19 | Turchia (bandiera)     | D     | Abdulkadir Korkut     |

| N. |                           | Ruolo | Calciatore       |
| -- | ------------------------- | ----- | ---------------- |
| 22 | Serbia (bandiera)         | A     | Slavko Perović   |
| 24 | Nigeria (bandiera)        | C     | Iyayi Atiemwen   |
| 25 | Bulgaria (bandiera)       | D     | Daniel Dimov     |
| 26 | Turchia (bandiera)        | D     | Mustafa Sevgi    |
| 29 | Turchia (bandiera)        | D     | Ümit Arslan      |
| 41 | Turchia (bandiera)        | C     | Berkay Samancı   |
| 45 | Turchia (bandiera)        | A     | Alper Önal       |
| 55 | Turchia (bandiera)        | D     | Fahri Akyol      |
| 69 | Germania (bandiera)       | C     | Zahit Fındık     |
| 94 | Turchia (bandiera)        | D     | Hikmet Balioğlu  |
| 99 | Rep. del Congo (bandiera) | C     | Costantin Bakaki |

### Rose stagioni passate
- stagione 2010-2011
- stagione 2012-2013